# Laurence Olivier Award alla migliore attrice in un musical
Il Laurence Olivier Award alla migliore attrice in un musical (Laurence Olivier Award for Best Actress in a Musical) è un riconoscimento teatrale presentato dal 1979 che viene consegnato alle migliori attrici protagoniste in musical nuovi o revival.
Il premio nasce nel 1976 per premiare le migliori performance (maschili e femminili) in un musical e nel 1979 viene creato un premio appositamente per le interpreti femminili; il premio nasce come Society of West End Theatre Awards, poi ribattezzato in nome del celebre attore nel 1984. Nel 1976 e nel 1977 il premio era stato vinto in entrambi i casi da una donna: Anna Sharkey per Maggie nel 1976 ed Elaine Paige per Evita nel 1978.

## Vincitrici

### Anni 1970
- 1979
  - Virginia McKenna - The King and I nel ruolo di Anna Leonowens
  - Carol Channing - Hello, Dolly! nel ruolo di Dolly Gallagher Levi
  - Antonia Ellis - Chicago nel ruolo di Velma Kelly
  - Liz Robertson - My Fair Lady nel ruolo di Eliza Doolittle

### Anni 1980
- 1980
  - Gemma Craven - They're Playing Our Song nel ruolo di Sonia Walsk
  - Sheila Hancock - Sweeney Todd nel ruolo di Mrs. Lovett
  - Julia McKenzie - On the Twentieth Century nel ruolo di Lily Garland
  - Siân Phillips - Pal Joey nel ruolo di Vera Simpson
- 1981
  - Carlin Glynn - The Best Little Whorehouse in Texas nel ruolo di Mona Stangley
  - Petula Clark - Tutti insieme appassionatamente nel ruolo di Maria Augusta Trapp
  - Patricia Hodge - The Mitford Girls nel ruolo di Nancy Mitford
  - Sylvia Kuumba Williams - One Mo' Time nel ruolo di "Big Bertha" Williams
- 1982
  - Julia McKenzie - Guys and Dolls nel ruolo di Miss Adelaide
  - Val McLane - Andy Capp nel ruolo di Florrie
  - Imelda Staunton - L'opera del mendicante nel ruolo di Lucy
  - Marti Webb - Song and Dance nel ruolo di Emma
- 1983
  - Barbara Dickson - Blood Brothers nel ruolo di Mrs. Johnstone
  - Ellen Greene - La piccola bottega degli orrori nel ruolo di Audrey
  - Stephanie Lawrence - Marilyn nel ruolo di Marilyn Monroe
  - Sarah Payne - Singin' in the rain nel ruolo di Lina Lamont
- 1984
  - Natalija Romanovna Makarova - On Your Toes nel ruolo di Vera Barnova
  - Julia Hills - The Hired Man nel ruolo di
  - Clare Leach - 42nd Street nel ruolo di Peggy Sawyer
  - Sheila White - Little Me nel ruolo di Belle
- 1985
  - Patti LuPone - Les Misérables nel ruolo di Fantine e The Cradle Will Rock nel ruolo di Moll
  - Betsy Brantley - Guys and Dolls nel ruolo di Miss Adelaide
  - Carol Sloman - Lennon
  - Elisabeth Welch - Jerome Kern Goes to Hollywood
- 1986
  - Lesley Mackie - Judy nel ruolo di Judy Garland
  - Maureen Lipman - Wonderful Town nel ruolo di Ruth
  - Elaine Paige - Chess nel ruolo di Florence
  - Angela Richards - Side by Side by Sondheim
- 1987
  - Nichola McAuliffe - Kiss Me, Kate nel ruolo di Lilli/Katherine
  - Dee Dee Bridgewater - Lady Day at Emerson's Bar and Grill nel ruolo di Billie Holiday
  - Julia McKenzie - Follies nel ruolo di Sally Durant Plummer
  - Carol Woods - Blues in the Night
- 1988
  - Patricia Routledge - Candide nel ruolo della Vecchia Signora
  - Kiki Dee - Blood Brothers nel ruolo di Mrs. Johnstone
  - Ann Miller - Sugar Babies nel ruolo di Ann
  - Imelda Staunton - The Wizard of Oz nel ruolo di Dorothy Gale
- 1989/90
  - Lea Salonga - Miss Saigon nel ruolo di Kim
  - Patricia Hodge - Noël and Gertie nel ruolo di Gertie
  - Judy Kuhn - Metropolis nel ruolo di Maria/Futura
  - Elaine Paige - Anything Goes nel ruolo di Reno Sweeney

### Anni 1990
- 1991
  - Imelda Staunton - Into the Woods nel ruolo della moglie del panettiere
  - Sally Burgess - Show Boat nel ruolo di Julie
  - Maria Friedman - Sunday in the Park with George nel ruolo di Dot/Marie
  - Julia McKenzie - Into the Woods nel ruolo della Strega
- 1992
  - Wilhelmenia Fernandez - Carmen Jones nel ruolo di Carmen
  - Sharon Benson - Carmen Jones nel ruolo di Carmen
  - Linzi Hateley - Joseph and the Amazing Technicolor Dreamcoat nel ruolo della narratrice
  - Miriam Margolyes - Dickens' Women
- 1993
  - Joanna Riding - Carousel nel ruolo di Julie Jordan
  - Kim Criswell - Annie Get Your Gun nel ruolo di Annie Oakley
  - Ruthie Henshall - Crazy for You nel ruolo di Polly Baker
  - Kelly Hunter - The Blue Angel nel ruolo di Lola
- 1994
  - Julia McKenzie - Sweeney Todd nel ruolo di Mrs. Lovett
  - Haydn Gwynne - City of Angels nel ruolo di Oolie / Donna
  - Patti LuPone - Sunset Boulevard nel ruolo di Norma Desmond
  - Elaine Paige - Piaf nel ruolo di Édith Piaf
- 1995
  - Ruthie Henshall - She Loves Me nel ruolo di Amalia
  - Betty Buckley - Sunset Boulevard nel ruolo di Norma Desmond
  - Sally Dexter - Oliver! nel ruolo di Nancy
- 1996
  - Judi Dench - A Little Night Music nel ruolo di Desirée Armfeldt
  - Elizabeth Mansfield - Marie nel ruolo di Marie
  - Caroline O'Connor - Mack and Mabel nel ruolo di Mabel
  - Elaine Paige - Sunset Boulevard nel ruolo di Norma Desmond
- 1997
  - Maria Friedman - Passion nel ruolo di Fosca
  - B.J. Crosby - Smokey Joe's Café
  - Joanna Riding - Guys and Dolls nel ruolo di Sarah Brown
  - Imelda Staunton - Guys and Dolls nel ruolo di Miss Adelaide
- 1998
  - Ute Lemper - Chicago nel ruolo di Velma Kelly
  - Maria Friedman - Lady in the Dark nel ruolo di Liza Elliott
  - Ruthie Henshall - Chicago nel ruolo di Roxie Hart
  - Siân Phillips - Marlene nel ruolo di Marlene Dietrich
- 1999
  - Sophie Thompson - Into the Woods nel ruolo della moglie del panettiere
  - Krysten Cummings - Rent nel ruolo di Mimi Márquez
  - Maria Friedman - Chicago nel ruolo di Roxie Hart
  - Josefina Gabrielle - Oklahoma! nel ruolo di Laurey

### Anni 2000
- 2000
  - Barbara Dickson - Spend Spend Spen nel ruolo di Viv Nicholson
  - Josette Bushell-Mingo - The Lion King nel ruolo di Rafiki
  - Rachel Leskovac - Spend Spend Spend  nel ruolo di Young Viv Nicholson
  - Siobhán McCarthy - Mamma Mia! nel ruolo di Donna Sheridan
- 2001
  - Samantha Spiro - Merrily We Roll Along nel ruolo di Marry Flynn
  - Nicola Hughes - Fosse
  - Joanna Riding - The Witches of Eastwick nel ruolo di Jane Smart
  - Josie Walker - The Beautiful Game nel ruolo di Mary
- 2002
  - Martine McCutcheon - My Fair Lady nel ruolo di Eliza Doolittle
  - Barbara Cook - Barbara Cook Sings Mostly Sondheim
  - Ruthie Henshall - Peggy Sue Got Married nel ruolo di Peggy Sue
  - Marin Mazzie - Kiss Me, Kate nel ruolo di Lilli Vanessi / Katharine
- 2003
  - Joanna Riding - My Fair Lady nel ruolo di Eliza Doolittle
  - Janie Dee - My One and Only nel ruolo di Edith Herbert
  - Elaine Stritch - Elaine Stritch at Liberty
  - Sarah Wildor - Contact nel ruolo della Moglie
- 2004
  - Maria Friedman - Ragtime nel ruolo della Madre
  - Amanda Holden - Thoroughly Modern Millie nel ruolo di Millie Dilmount
  - Alison Jiear - Jerry Springer: The Opera nel ruolo di Shawntel
  - Maureen Lipman - Thoroughly Modern Millie nel ruolo di Mrs. Meers
- 2005
  - Laura Michelle Kelly - Mary Poppins nel ruolo di Mary Poppins
  - Maria Friedman - The Woman in White nel ruolo di Marian
  - Leigh Zimmerman - The Producers nel ruolo di Ulla
- 2006
  - Jane Krakowski - Guys and Dolls nel ruolo di Miss Adelaide
  - Haydn Gwynne - Billy Elliot the Musical nel ruolo di Mrs. Wilkinson
  - Jenna Russell - Guys and Dolls nel ruolo di Sarah Brown
  - Julie Walters - Acorn Antiques: The Musical! nel ruolo di Mrs. Overall
- 2007
  - Jenna Russell - Sunday in the Park with George nel ruolo di Marie/Dot
  - Nicola Hughes - Porgy and Bess nel ruolo di Bess
  - Tonya Pinkins - Caroline, or Change nel ruolo di Caroline
  - Elena Roger - Evita nel ruolo di Evita Perón
  - Hannah Waddingham -  Monty Python's Spamalot nel ruolo della Dama del Lago
- 2008
  - Leanna Jones - Hairspray nel ruolo di Tracy Turnblad
  - Lara Pulver - Parade nel ruolo di Lucille Frank
  - Sheridan Smith - La piccola bottega degli orrori nel ruolo di Audrey
  - Summer Strallen - The Drowsy Chaperone nel ruolo di Janet Van Der Graaf
- 2009
  - Elena Roger - Piaf nel ruolo di Édith Piaf
  - Sofia Escobar - West Side Story nel ruolo di Maria
  - Kathryn Evans - Sunset Boulevard nel ruolo di Norma Desmond
  - Ruthie Henshall - Marguerite nel ruolo di Marguerite
  - Emma Williams - Zorro nel ruolo di Luisa

### Anni 2010
- 2010
  - Samantha Spiro - Hello, Dolly! nel ruolo di Dolly Gallagher Levi
  - Melanie Chisholm - Blood Brothers nel ruolo di Mrs. Johnstone
  - Patina Miller - Sister Act nel ruolo di Delores van Cartier
  - Hannah Waddingham - A Little Night Music nel ruolo di Desirée Armfeldt
  - Charlotte Wakefield - Spring Awakening nel ruolo di Wendla
- 2011
  - Sheridan Smith- Legally Blonde nel ruolo di Elle Woods
  - Sierra Boggess - Love Never Dies nel ruolo di Christine Daaé
  - Elena Roger - Passion nel ruolo di Fosca
  - Emma Williams - Love Story nel ruolo di Jenny
- 2012[2]
  - Cleo Demetriou, Kerry Ingram, Eleanor Worthington Cox, Sophia Kiely - Matilda the Musical nel ruolo di Matilda Wormwood
  - Kate Fleetwood - London Road nel ruolo di Julie
  - Sarah Lancashire - Betty Blue Eyes nel ruolo di Joyce Chilvers
  - Scarlett Strallen - Singin' in the Rain nel ruolo di Kathy Seldon
- 2013[3]
  - Imelda Staunton - Sweeney Todd nel ruolo di Mrs. Lovett
  - Heather Headley - The Bodyguard nel ruolo di Rachel Marron
  - Summer Strallen - Top Hat nel ruolo di Tremont
  - Hannah Waddingham - Kiss Me, Kate nel ruolo di Lilli/Katherine
- 2014[4]
  - Zrinka Cvitešić - Once nel ruolo di Girl
  - Rosalie Craig - The Light Princess nel ruolo di Light Princess
  - Jenna Russell - Merrily We Roll Along nel ruolo di Mary Flynn
  - Charlotte Wakefield - Tutti insieme appassionamente nel ruolo di Maria Augusta Trapp
- 2015[5]
  - Katie Brayben - Beautiful: The Carole King Musical nel ruolo di Carole King
  - Gemma Arterton - Made in Dagenham nel ruolo di Rita O'Grady
  - Tamsin Greig - Women on the Verge of a Nervous Breakdown nel ruolo di Pepa
  - Beverley Knight - Memphis nel ruolo di Felicia Farrell
- 2016[6]
  - Imelda Staunton - Gypsy nel ruolo di Rose
  - Tracie Bennett - Mrs Henderson Presents nel ruolo di Laura Henderson
  - Natalie Dew - Bend It Like Beckham the Musical nel ruolo di Jess
  - Laura Pitt-Pulford - Sette spose per sette fratelli nel ruolo di Milly
  - Sophie Thompson - Guys and Dolls nel ruolo di Miss Adelaide
- 2017[7]
  - Amber Riley - Dreamgirls nel ruolo di Effie White
  - Glenn Close - Sunset Boulevard nel ruolo di Norma Desmond
  - Debbie Chazen, Sophie-Louise Dann, Michele Dotrice, Claire Machin, Claire Moore e Joanna Riding - The Girls nel ruolo delle Girls
  - Sheridan Smith - Funny Girl nel ruolo di Fanny Brice
- 2018[8]
  - Shirley Henderson - Girl from the North Country nel ruolo di Elizabeth Lane
  - Janie Dee - Follies nel ruolo di Phyllis Rogers Stone
  - Imelda Staunton - Follies nel ruolo di Sally Durant Plummer
  - Josie Walker - Everybody's Talking About Jamie nel ruolo di Margaret
- 2019[9]
  - Sharon D. Clarke - Caroline, or Change nel ruolo di Caroline Thibodeaux
  - Rosalie Craig - Company nel ruolo di Bobbie
  - Kelli O'Hara - The King and I nel ruolo di Anna Leonowens
  - Adrienne Warren - Tina nel ruolo di Tina Arena

### Anni 2020
- 2020[10][11]
  - Miriam-Teak Lee - & Juliet nel ruolo di Giulietta
  - Audrey Brisson - Amélie nel ruolo di Amélie
  - Judy Kuhn - Fiddler on the Roof nel ruolo di Golde
  - Zizi Strallen - Mary Poppins nel ruolo di Mary Poppins
- 2022[12][13]
  - Jessie Buckley - Cabaret nel ruolo di Sally Bowles
  - Sutton Foster - Anything Goes nel ruolo di Reno Sweeney
  - Beverley Knight - The Drifters Girl nel ruolo di Faye Treadwell
  - Stephanie McKeon - Frozen nel ruolo di Anna
- 2023[14][15]
  - Katie Brayben - Tammy Faye nel ruolo di Tammy Faye Messner
  - Anoushka Lucas - Oklahoma! nel ruolo di Laurey
  - Miri Mesika - The Band's Visit nel ruolo di Dina
  - Faith Omole - Standing at the Sky’s Edge nel ruolo di Joy
- 2024[16][17]
  - Nicole Scherzinger - Sunset Boulevard nel ruolo di Norma Desmond
  - Natasha Hodgson - Operation Mincemeat nel ruolo di Ewen Montagu
  - Caissie Levy - Next to Normal nel ruolo di Diana Goodman
  - Marisha Wallace - Guys and Dolls nel ruolo di Miss Adelaide
- 2025[18]
  - Imelda Staunton - Hello, Dolly! nel ruolo di Dolly Gallagher Levi
  - Chumisa Dornford-May - Natasha, Pierre and the Great Comet of 1812 nel ruolo di Nataša Rostova
  - Lauren Drew - Titanique nel ruolo di Céline Dion
  - Clare Foster - The Curious Case of Benjamin Button nel ruolo di Elowen Keene
  - Lara Pulver - Fiddler on the Roof nel ruolo di Golda